# Settat
Settat er en by i det nordvestlige Marokko. Byen er beliggende 150 km sydvest for Rabat og 57 km fra Casablanca. Settat, der er hovedby i regionen Chaouia-Ouardigha, havde i 2004 116.570 indbyggere. Byen er den 18. største by i Marokko.
33°00′N 7°37′V / 33.000°N 7.617°V